# おくすり飲んで寝よう
「おくすり飲んで寝よう」（おくすりのんでねよう）は、音声合成ソフト・初音ミク歌唱のVOCALOID楽曲。2022年10月7日、日本のボカロP・もちうつねによって発表された。

## 概要
- 前作「下がるガール」より約2か月振りの新曲。
- 自身初の配信リリース。
- The VOCALOID Collection 2022 Autumn参加作品。ルーキー15位にランクインした[1]。

### ミュージック・ビデオ
- ミュージック・ビデオは、ニコニコ動画とYouTubeにて公開。ニコニコ動画は10月7日に、YouTubeは10月10日に公開された。
- 動画の最後に映るQRコードを読み込むと「なに見てんだよ」というテキストが表示される。
- 自身初の殿堂入り（10万回再生）を達成。

| ジャンル                       | ジャンル       | ランクイン日時       | 最高順位 |
| ------------------------------ | -------------- | -------------------- | -------- |
| 音楽・サウンド                 | 音楽・サウンド | 2022年10月25日 11:00 | 4位      |
| タグ                           | ジャンル       | ランクイン日時       | 最高順位 |
| VOCALOID                       | 音楽・サウンド | 2022年10月19日 2:00  | 2位      |
| ボカコレ2022秋ルーキー参加作品 | 音楽・サウンド | 2022年10月17日 0:00  | 1位      |
| 初音ミク                       | 音楽・サウンド | 2022年10月18日 16:00 | 1位      |

## 収録内容
| 全作詞・作曲・編曲: もちうつね。 |                                           |            |            |      |
| #                                | タイトル                                  | 作詞       | 作曲・編曲 | 時間 |
| 1.                               | 「おくすり飲んで寝よう (feat. 初音ミク)」 | もちうつね | もちうつね | 3:08 |
| 合計時間:                        | 合計時間:                                 | 3:08       |            |      |

## チャート成績
| チャート     | チャート            | 日付または週   | 国・地域         | 最高順位 |
| ------------ | ------------------- | -------------- | ---------------- | -------- |
| Apple Music  | アニメ トップソング | 2022年10月25日 | スペイン         | 162位    |
| Apple Music  | アニメ トップソング | 2022年12月8日  | ルーマニア       | 30位     |
| Apple Music  | アニメ トップソング | 2022年12月24日 | トルコ           | 48位     |
| Apple Music  | アニメ トップソング | 2023年2月11日  | スロバキア       | 25位     |
| Apple Music  | アニメ トップソング | 2023年2月16日  | チリ             | 150位    |
| Apple Music  | アニメ トップソング | 2023年3月25日  | シンガポール     | 54位     |
| Apple Music  | アニメ トップソング | 2023年4月21日  | チェコ           | 79位     |
| Apple Music  | アニメ トップソング | 2023年5月19日  | スロベニア       | 95位     |
| Apple Music  | アニメ トップソング | 2023年6月20日  | オーストラリア   | 180位    |
| Apple Music  | アニメ トップソング | 2023年7月4日   | マカオ           | 200位    |
| Apple Music  | アニメ トップソング | 2023年7月6日   | オーストリア     | 106位    |
| Apple Music  | アニメ トップソング | 2023年7月7日   | ドミニカ共和国   | 1位      |
| Apple Music  | アニメ トップソング | 2023年7月24日  | ベトナム         | 113位    |
| Apple Music  | アニメ トップソング | 2023年9月9日   | 南アフリカ共和国 | 165位    |
| Apple Music  | アニメ トップソング | 2023年9月13日  | ポルトガル       | 162位    |
| Apple Music  | アニメ トップソング | 2023年9月30日  | フィジー         | 1位      |
| Apple Music  | アニメ トップソング | 2023年10月31日 | ベルギー         | 51位     |
| Apple Music  | アニメ トップソング | 2023年11月6日  | 韓国             | 131位    |
| Apple Music  | アニメ トップソング | 2023年12月6日  | スリランカ       | 31位     |
| Apple Music  | アニメ トップソング | 2023年12月19日 | カザフスタン     | 58位     |
| Apple Music  | アニメ トップソング | 2024年1月18日  | ルクセンブルク   | 27位     |
| Apple Music  | アニメ トップソング | 2024年1月20日  | カンボジア       | 8位      |
| Apple Music  | アニメ トップソング | 2024年2月18日  | ポーランド       | 89位     |
| Apple Music  | アニメ トップソング | 2024年2月22日  | スウェーデン     | 70位     |
| Apple Music  | アニメ トップソング | 2024年3月5日   | フィンランド     | 17位     |
| Apple Music  | アニメ トップソング | 2024年3月20日  | ニュージーランド | 27位     |
| Apple Music  | アニメ トップソング | 2024年3月28日  | リトアニア       | 5位      |
| Apple Music  | アニメ トップソング | 2024年5月2日   | ブラジル         | 35位     |
| Apple Music  | アニメ トップソング | 2024年5月29日  | オランダ         | 43位     |
| Apple Music  | アニメ トップソング | 2024年5月31日  | アイルランド     | 14位     |
| Apple Music  | アニメ トップソング | 2024年6月17日  | デンマーク       | 4位      |
| Apple Music  | アニメ トップソング | 2024年6月21日  | ペルー           | 72位     |
| Apple Music  | アニメ トップソング | 2024年9月10日  | スイス           | 16位     |
| iTunes Store | 総合 トップソング   | 2022年10月27日 | 香港             | 63位     |
| iTunes Store | アニメ トップソング | 2022年10月27日 | 香港             | 2位      |
| iTunes Store | アニメ トップソング | 2022年11月4日  | アメリカ合衆国   | 19位     |
| iTunes Store | アニメ トップソング | 2022年12月14日 | トルコ           | 13位     |
| iTunes Store | アニメ トップソング | 2023年1月2日   | イギリス         | 2位      |
| iTunes Store | アニメ トップソング | 2023年4月20日  | イタリア         | 1位      |
| iTunes Store | アニメ トップソング | 2023年6月10日  | インドネシア     | 14位     |
| iTunes Store | アニメ トップソング | 2023年9月29日  | オーストラリア   | 1位      |
| iTunes Store | アニメ トップソング | 2024年1月3日   | ロシア           | 1位      |
| iTunes Store | アニメ トップソング | 2024年3月26日  | マレーシア       | 21位     |
| Spotify      | Daily Viral Songs   | 2023年6月17日  | 日本             | 86位     |

## プレイリスト選出
- Apple Music
  - Upcoming on TikTok（2022年12月29日）
- Spotify
  - Hatsune Miku Radio（2024年2月12日）